# 235 هـ
235 هـ هي سنة في التقويم الهجري امتدت مقابلةً في التقويم الميلادي بين سنتي 849 و850.

## مواليد
- إبراهيم الثاني بن أحمد الأغلبي التميمي تاسع ملوك أغالبة
- أبو بكر الخلال
- أبو زيد البلخي
- أبو علي الجبائي
- أبو زيد البلخي
- الأخفش الأصغر

## وفيات
- أبو بكر بن أبي شيبة
- روح بن عبد المؤمن
- سليمان الخياط
- ابن أبي شيبة